# 李大夫家庙
李大夫家庙，位于中国广东省佛山市禅城区新风路33号，建于清代，为二进三间祠堂建筑，现保存尚好。1998年12月1日，列入佛山市文物保护单位。